# Andalusia
|  | Per a altres significats, vegeu «Andalusia (desambiguació)». |

Andalusia (en castellà i oficialment Andalucía) és una comunitat autònoma del sud d'Espanya. Limita al nord amb Extremadura, Castella-la Manxa i la Regió de Múrcia, a l'est amb la mar Mediterrània i a l'oest amb Portugal i l'oceà Atlàntic. Té una superfície total de 87.268 km². És formada per les províncies d'Almeria, Cadis, Còrdova, Jaén, Granada, Huelva, Màlaga i Sevilla. Amb una població de 8.421.274 andalusos el 2012, És la comunitat autònoma més poblada d'Espanya i la segona més extensa. Es troba a l'extrem sud-occidental d'Europa, limitant al sud amb l'estret de Gibraltar.
És reconeguda en el Preàmbul de l'Estatut d'Autonomia del 2007 com a realitat nacional, que la constitució espanyola reconeix com a nacionalitat històrica, a l'empara del disposat a l'article segon de la Constitució Espanyola, que reconeix i garanteix el seu dret a l'autonomia.

## Toponímia
L'origen del mot «Andalusia» encara és controvertit. Prové del terme Al-Àndalus, que es referia a la península Ibèrica musulmana (al començament, tota la península llevat dels petits enclavaments cristians independents del nord) des del 711 al 1492. Durant la Reconquesta cristiana, aquest nom va designar exclusivament el sud peninsular, i va esdevenir, com a denominació castellanitzada, el terme per referir-se al darrer territori a ser reconquerit. La primera hipòtesi sobre l'origen del mot suggereix que Al-Àndalus és fruit de l'evolució d'Atlas cap a Antalas > Andalas > Ándalus, així suggerint que prové del terme mític de Atlàntida atès el desenvolupament de la civilització de Tartessos. Una altra hipòtesi suggereix que Al-Àndalus prové de la degeneració lingüística de Landahlauts, nom germànic del sud d'Hispània durant el temps dels visigots, la pronunciació de la qual era lándalos. Aquest terme provendria de landa, 'terra' i hlauts, 'sorteig'. Segons aquesta hipòtesi, els àrabs van afegir-hi l'article àrab al-.

## Història

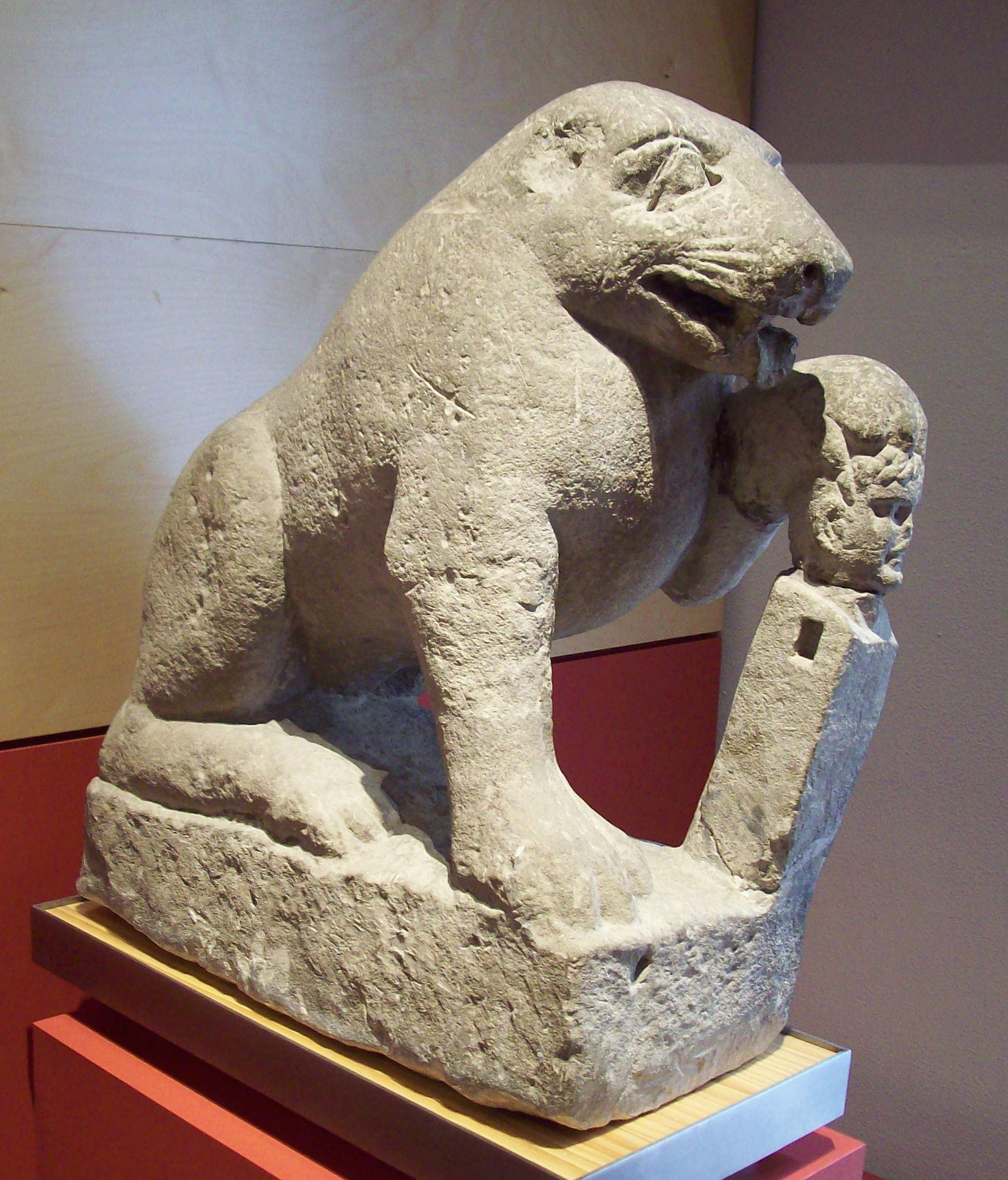
Figura ibera de l'Oso de Porcuna, en el Museu Arqueològic Nacional d'Espanya.

La història d'Andalusia, com a territori primer castellà i després espanyol, va començar al segle xiii, amb la conquesta dels regnes de Còrdova, Sevilla i Jaén, continuat amb la presa del Regne de Granada al segle xv, i culminat en el substancial amb la divisió territorial d'Espanya de 1833 i la constitució d'Andalusia com a comunitat autònoma d'Espanya, després del referèndum sobre la iniciativa del procés autonòmic d'Andalusia de 1980. No obstant això, també és rellevant exposar breument la història anterior del territori actualment integrat en aquesta regió.
La posició geoestratègica d'Andalusia a l'extrem sud d'Europa, entre aquesta i Àfrica, entre l'oceà Atlàntic i la mar Mediterrània, així com les seves riqueses minerals i agrícoles i la seva gran extensió superficial de 87.268 km² (més gran que molts dels països europeus), formen una conjunció de factors que van fer d'Andalusia un focus d'atracció d'altres civilitzacions ja des de l'inici de l'edat dels metalls.
De fet, la seva situació geogràfica com a nexe entre Àfrica i Europa, fa que algunes teories apuntin que els primers homínids europeus, previ pas de l'estret de Gibraltar, es van situar al territori andalús. Les primeres cultures desenvolupades a Andalusia (Los Millares, El Argar i Tartessos), van tenir un clar matís orientalitzant, a causa que pobles de la Mediterrània oriental es van assentar a les costes andaluses a la recerca de minerals i van deixar el seu influx civilitzador. El procés de pas de la prehistòria a la història, conegut com a protohistòria, va estar lligat a la influència d'aquests pobles, principalment grecs i fenicis, ampli moment històric en què es va fundar Cadis, la ciutat més antiga d'Europa occidental, seguida en antiguitat per una altra ciutat andalusa: Màlaga.

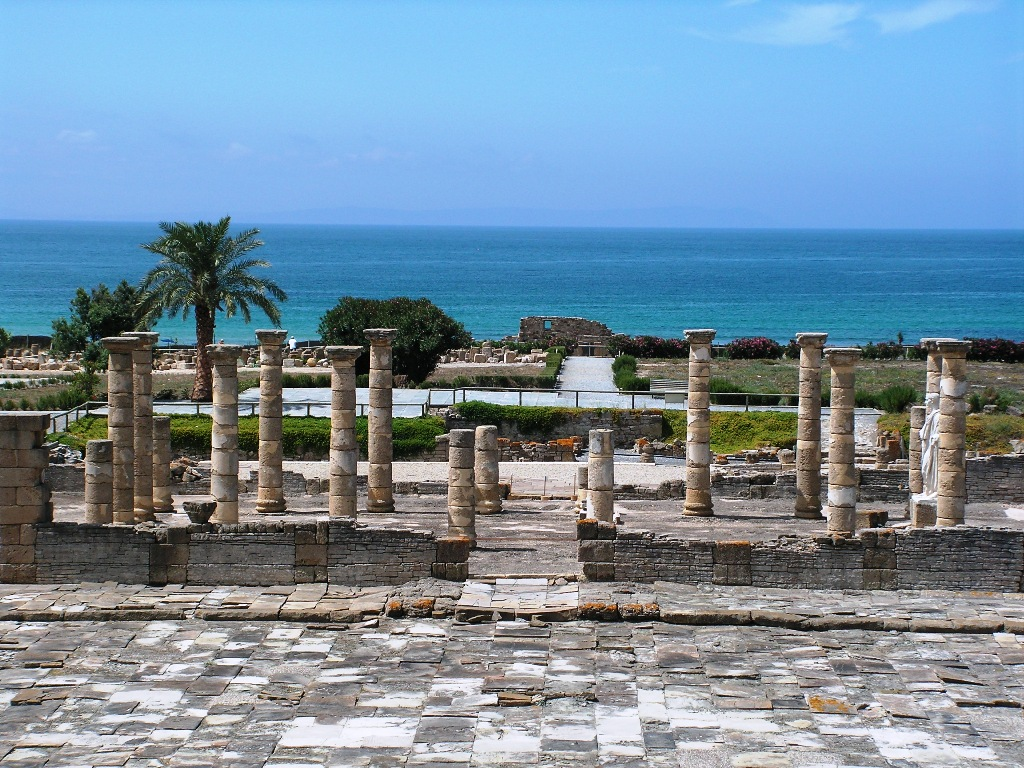
Vista parcial del fòrum de les ruïnes de Baelo Claudia.

Andalusia va quedar incorporada plenament a la civilització occidental amb la conquesta i romanització de la província Bètica. Aquesta va tenir gran importància econòmica i política a l'Imperi Romà, al que va aportar nombrosos magistrats i senadors, a més de les figures excel·lents dels emperadors Trajà i Hadrià.
Les invasions germàniques de vàndals i posteriorment de visigots no van fer desaparèixer el paper cultural i polític de la Bètica i durant els segles v i vi els terratinents beticorromans van mantenir pràcticament una independència respecte a Toledo. En aquest període van destacar figures com sant Isidor de Sevilla o sant Hermenegild.
L'any 711 es va produir una important ruptura cultural amb la conquesta musulmana de la península Ibèrica. El territori andalús va ser el principal centre polític dels diferents estats musulmans d'al-Àndalus, sent Còrdova la capital i un dels principals centres culturals i econòmics del món aleshores. Aquest període de florida va culminar amb el Califat omeia de Còrdova, on van destacar figures com Abd-ar-Rahman III o al-Hàkam II. Ja al segle x es va produir un període de greu crisi que va ser aprofitat pels regnes cristians del nord peninsular per avançar en les seves conquestes i pels diferents imperis nord-africans que es van anar succeint -—Almoràvits i almohades— que van exercir la seva influència a al-Àndalus i també van establir els seus centres de poder a la península a Granada i Sevilla, respectivament. Entre aquests períodes de centralització de poder, la seva va produir la fragmentació política del territori peninsular, que va quedar dividit en primers, segons i tercers regnes de taifes. Entre aquests últims, el Regne de Granada va tenir un paper històric i emblemàtic fonamental.
La Corona de Castella va anar conquerint progressivament els territoris del sud peninsular. Ferran III de Castella va personalitzar la conquesta de tota la vall del Guadalquivir al segle xiii. El territori andalús va quedar dividit en una part cristiana i una altra musulmana fins que el 1492 la conquesta de la Península va finalitzar amb la presa de Granada i la desaparició del Regne de Granada.

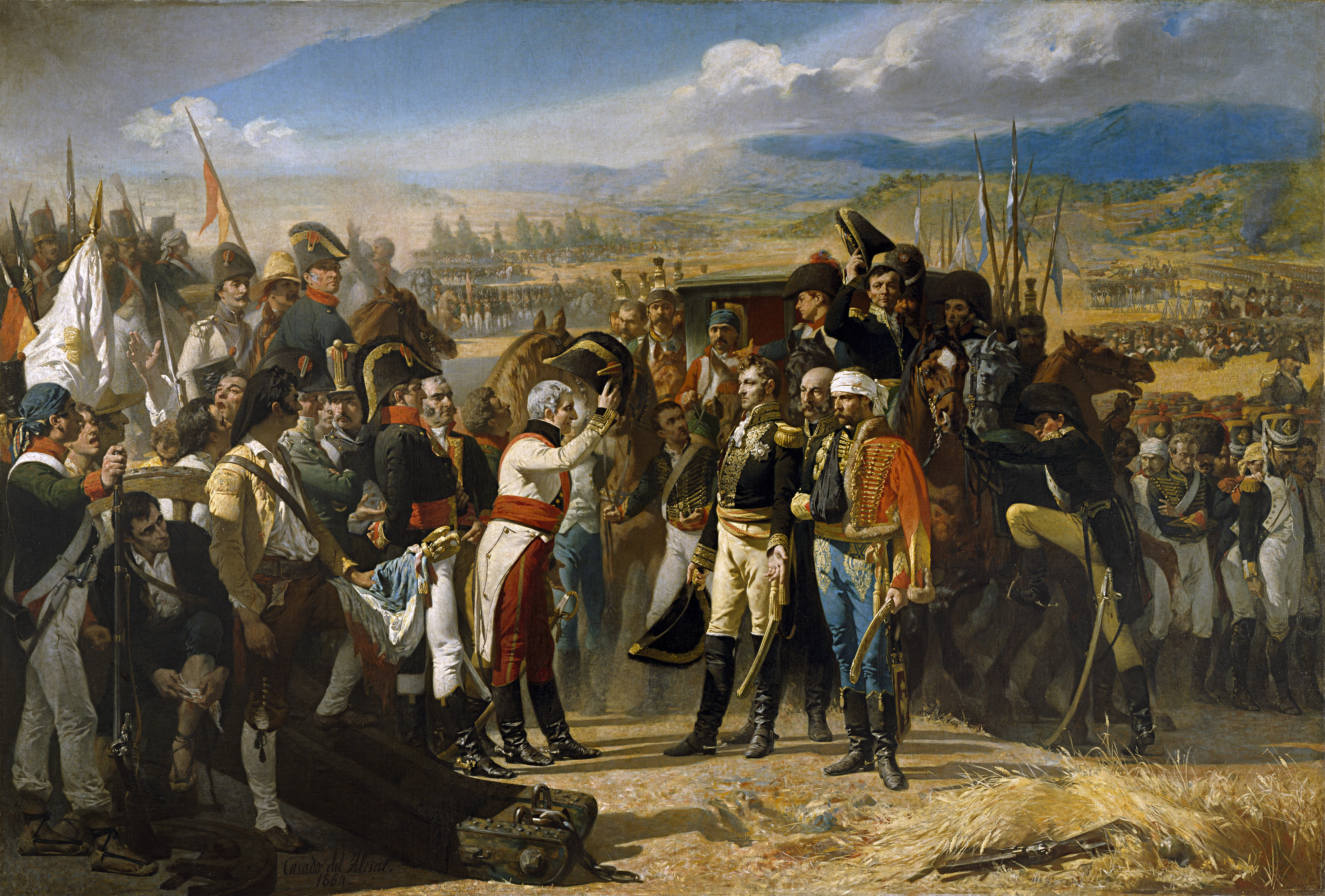
La batalla de Bailén, de Casado del Alisal

Al segle xvi és quan Andalusia va explotar més la seva posició geogràfica, ja que va centralitzar el comerç amb el Nou Món, a través de la Casa de Contractació d'Índies amb seu primer a Sevilla, que va arribar a ser la ciutat més poblada de l'Imperi Espanyol, i dos segles més tard a Cadis fins a la seva desaparició en aquest mateix segle xviii. Després de l'arribada de Cristòfor Colom a Amèrica, Andalusia va tenir un paper fonamental en el seu descobriment i colonització. No obstant això, no va existir un veritable desenvolupament econòmic d'Andalusia a causa de les nombroses empreses de la Corona de Castella a Europa. El desgast social i econòmic es va generalitzar al segle xvii i va culminar amb la conjuració de la noblesa andalusa contra el govern del comte-duc d'Olivares el 1641.
Les reformes borbòniques del segle xviii no van solucionar que Espanya en general i Andalusia en particular s'anessin perdent pes polític i econòmic en el context europeu i mundial. Així mateix, la pèrdua de les colònies espanyoles d'Ultramar aniran traient a Andalusia dels circuits econòmics mercantilistes.
Aquesta situació va millorar durant el segle següent, ja que la indústria andalusa va tenir un important pes en l'economia espanyola durant el segle xix. El 1856 Andalusia era la segona regió espanyola quant a grau d'industrialització. Un segle més tard estava ja pràcticament a la cua, amb un índex d'industrialització inferior al 50 per 100 del nivell mitjà espanyol. Mentre que entre 1856 i 1900 Andalusia tenia un índex d'industrialització superior a la mitjana nacional en les branques d'alimentació, metal·lúrgia, química i ceràmica, a partir de 1915 aquesta supremacia es va reduir a les branques d'alimentació i química.
Després d'aquest segle expansiu, durant la gran part del segle xx i començaments del segle xxi, Andalusia, i malgrat que es constitueix en comunitat autònoma el 1981, no aconsegueix igualar els seus índexs de desenvolupament amb la resta d'Espanya, sent la regió amb més atur de tota la Unió Europea i amb menor renda per capita d'Espanya.

## Geografia
El relleu d'Andalusia és format per tres unitats fonamentals:
- Sierra Morena el límit natural entre la plana castellana i Andalusia, amb una altitud màxima de poc més de 1.300 msnm.
- Les serralades Bètiques (Penibètica i Subbètica) paral·leles a la mar Mediterrània. Comprèn entre d'altres a la Sierra Nevada, on es troba la cota més alta de la península Ibèrica: el pic Mulhacén (3.478 m).
- La vall de Guadalquivir: un territori gairebé pla que s'obre al Golf de Cadis al sud-oest.

Andalusia és dins del domini climàtic mediterrani, amb hiverns plujosos i estius secs i càlids. El relleu accidentat hi produeix fortes variacions, amb illes de clima de muntanya a les serres més elevades (Sierra Nevada, Sierra de Gádor) i zones de tendència més continental (vega de Granada). Les precipitacions disminueixen d'oest cap a l'est; el punt que rep més precipitacions és la Serralada de Grazalema (2.218 mm anuals) i el menys plujós és el Cap de Gata, que alhora és el punt més sec d'Europa (amb 117 mm anuals). La temperatura mitjana anual d'Andalusia és superior als 16 °C, encara que amb variacions geogràfiques, oscil·lant entre els 18,5 °C a Màlaga fins als 15,1 °C a Baeza. El mes més fred és el gener i el més calorós és agost.
Andalusia té una gran diversitat hidrològica, ja que els seus rius drenen tant cap a l'Atlàntic com al Mediterrani. Del vessant atlàntic són les conques de Guadiana, Odiel-Tinto, Guadalquivir, Guadalete-Barbate, i del vessant mediterrani les del Guadiaro, Guadalhorce, Guadalmedina, Guadalfeo, Andarax i Almanzora.

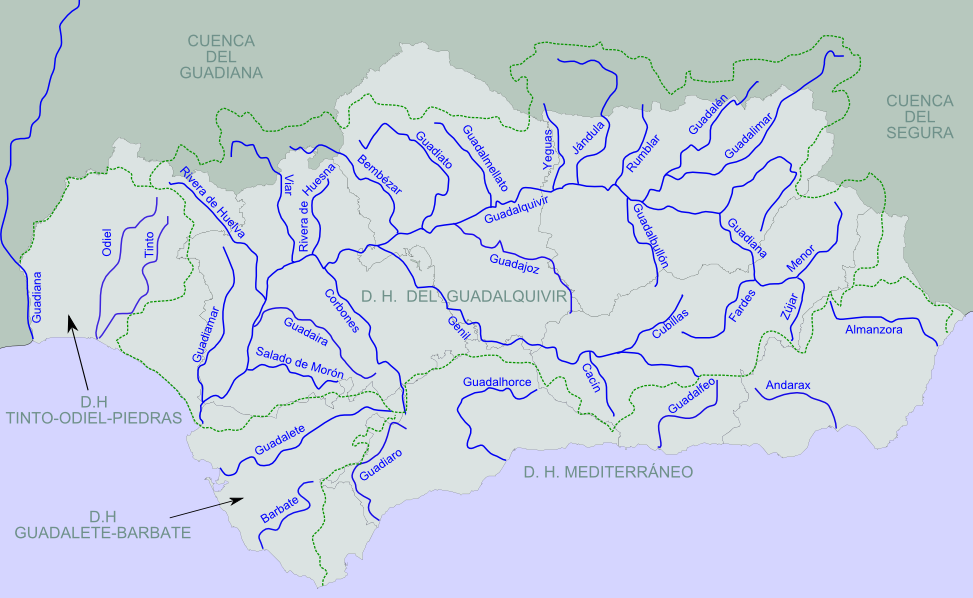
Rius d'Andalusia

La majoria dels rius d'Andalusia pertanyen a la conca del Guadalquivir, mentre que la resta o bé desemboquen directament a la Mediterrània i a la costa atlàntica meridional, o bé van a parar a la conca del Guadiana.
El riu més important és el Guadalquivir (657 km), i segueix la direcció est sud-oest. Els seus afluents del marge dret són, principalment, el Jándula, el Yeguas, el Guadalmellato, el Guadiato i el Bembézar. Pel marge esquerre cal destacar-ne el Genil. Altres rius del vessant atlàntic són l'Odiel, el Tinto i el Guadalete. El vessant mediterrani presenta rius molt curts i irregulars. Els més destacats en són el Guadiaro, el Guadalhorce, el Guadalfeo, l'Almeria i l'Almanzora.

## Política i govern

### La Junta d'Andalusia
L'organització institucional del govern d'Andalusia es denomina Junta d'Andalusia. Està integrada pel Parlament d'Andalusia, el President de la Junta d'Andalusia i el Consell de Govern.
- El Parlament d'Andalusia és l'assemblea legislativa de la comunitat, les funcions principals de la qual són la proposició, elaboració i aprovació de les lleis, així com l'elecció del President de la Junta.
- El President de la Junta d'Andalusia, al seu torn, és el representant suprem de la comunitat autònoma i el cap de govern així com el representant ordinari de l'Estat espanyol. S'elegeix per majoria absoluta amb el ple del Parlament i és anomenat posteriorment pel rei d'Espanya.
- El Consell de Govern de la Junta d'Andalusia és l'òrgan polític i administratiu superior de la comunitat presidit pel President de la Junta; és a dir, és la branca executiva del govern andalús. Està constituït per consellers nomenats pel President de la Junta que s'encarreguen dels diversos ministeris o conselleries.

El poder judicial recau sobre el Tribunal Superior de Justícia d'Andalusia; tanmateix, el tribunal no és un òrgan propi de la comunitat ans forma part del Poder Judicial de l'Estat espanyol, únic per a tot el regne i que no pot ser transferit a les comunitats autònomes.
Els partits polítics amb representació al Parlament d'Andalusia són:
- El Partit Socialista Obrer Espanyol d'Andalusia (33)
- El Partit Popular d'Andalusia (26)
- Ciudadanos-Ciutadans (21)
- Adelante Andalucía (17)
- Vox (12)

#### Govern actual (2015-2019)
El govern actual està presidit per Susana Díaz (PSOE-A) que va accedir al poder amb el suport de Ciutadans. Malgrat que els andalusos de les grans ciutats han tractat de canviar el mapa polític d'Andalusia, ja que aquest partit porta governant des de fa dècades, les entitats socials rurals i la població dels pobles encara son força a favor de mantenir l'statu quo de la comunitat, impedint que es produeixi un canvi en la formació que governa el territori més poblat i el segon més gran del conjunt del territori de l'estat espanyol.

### Estatut d'autonomia
Andalusia va accedir a l'autonomia jurídica per mitjà de l'article 151 de la constitució espanyola de 1978. Andalusia es va constituir com a comunitat autònoma de l'Estat espanyol el 28 de febrer, 1980; el seu dret a l'autonomia es basa, segons l'Estatut d'Autonomia de 1980, en la "identitat històrica, i l'autogovern que la constitució permet a tota nacionalitat, en plena igualtat amb la resta de les nacionalitats i regions que componguin Espanya, i amb el poder que emana de la constitució i el poble andalús".
L'octubre del 2006, la Comissió Constitucional de les Corts Generals d'Espanya aprovà amb els vots favorables de PSOE, IU i PP, un nou estatut d'autonomia que reconeix, al Preàmbul, la realitat nacional d'Andalusia. El 2 de novembre, 2006, el Congrés dels Diputats va ratificar el text amb cap vot en contra; és, de fet, el primer estatut d'autonomia que s'aprova sense cap vot en contra. Va ser aprovat pel Senat espanyol el 20 de desembre, 2006 i ratificat per referèndum pel poble andalús el 18 de febrer, 2007.

### Divisions administratives

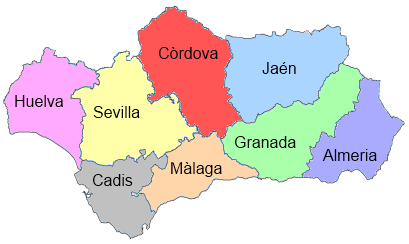
Mapa de les províncies d'Andalusia

Andalusia es divideix en vuit províncies que, alhora, es divideixen en 774 municipis. Les vuit províncies d'Andalusia són:
- Almeria, que es divideix en 102 municipis.
- Cadis, que es divideix en 44 municipis.
- Còrdova, que es divideix en 75 municipis.
- Granada, que es divideix en 170 municipis.
- Huelva, que es divideix en 79 municipis.
- Jaén, que es divideix en 97 municipis.
- Màlaga, que es divideix en 102 municipis.
- Sevilla, que es divideix en 105 municipis.

A més, Andalusia es divideix en 62 comarques. Tanmateix, aquesta subdivisió territorial no té cap autonomia i no són regulades oficialment, com és el cas de les comarques de Catalunya, ans són reconegudes pel seu àmbit cultural.

## Demografia

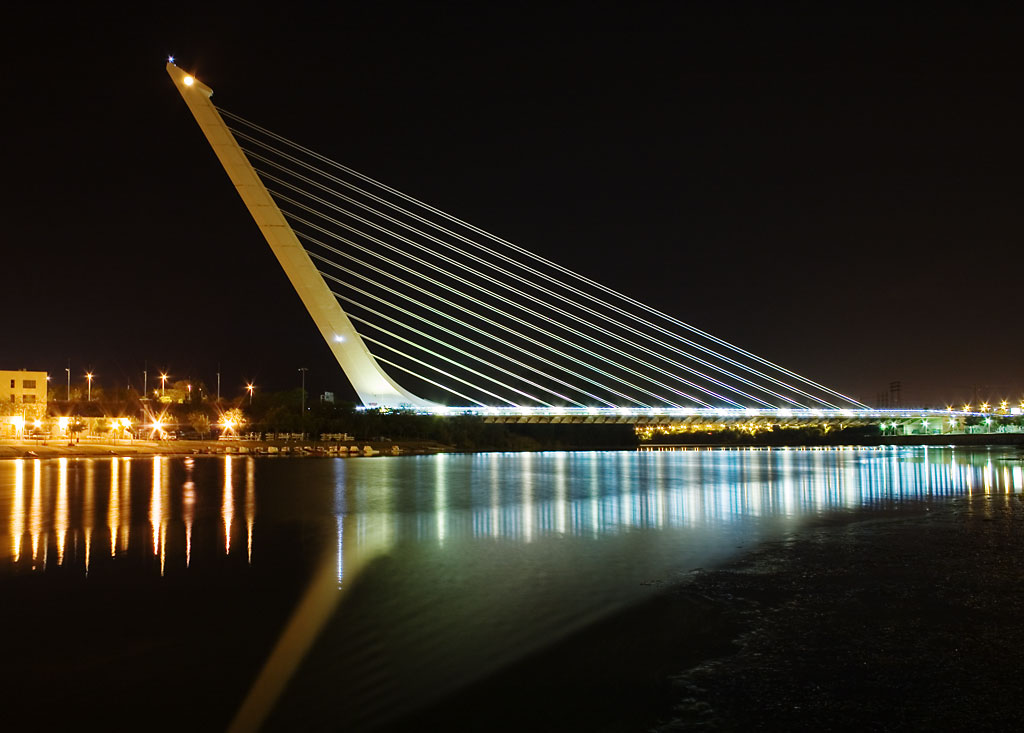
Pont de l'Alamillo, a Sevilla

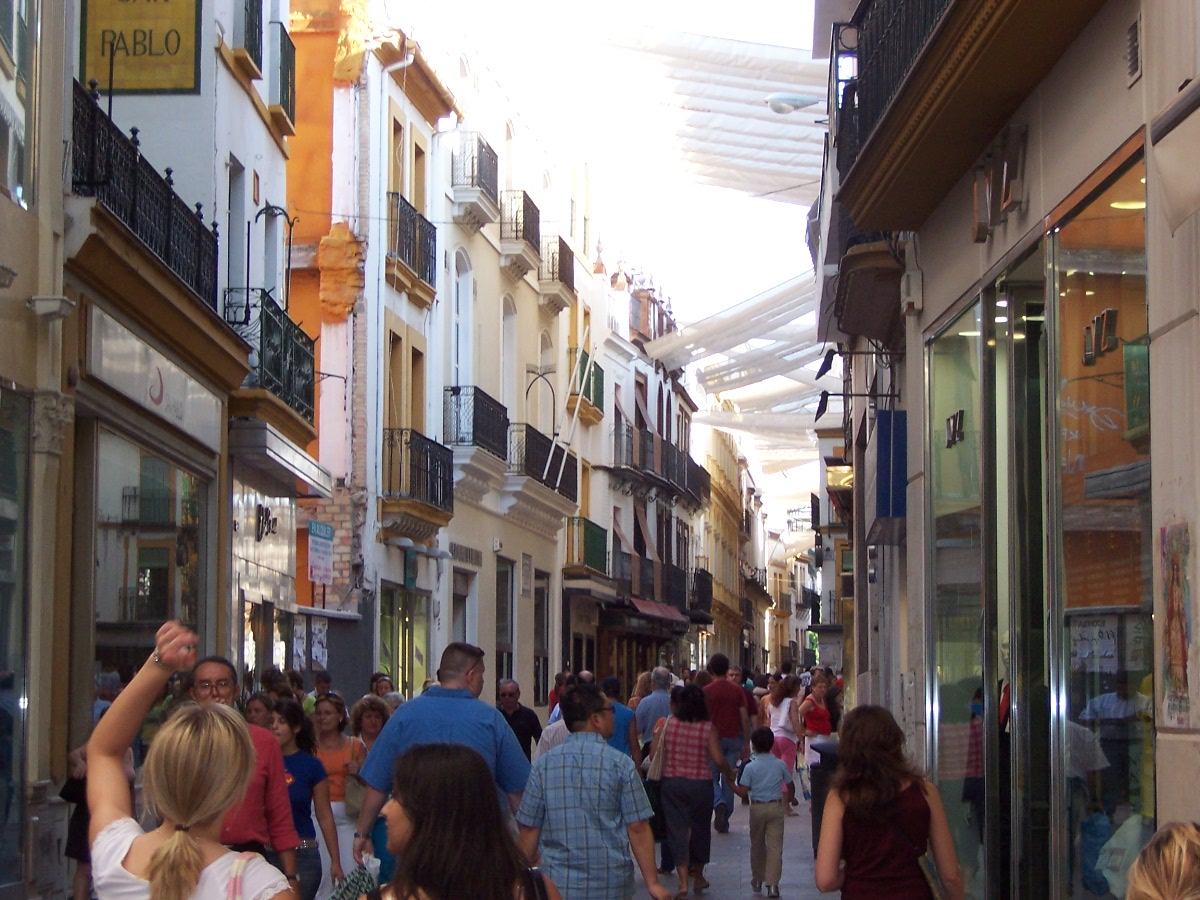
Carrer de Sevilla

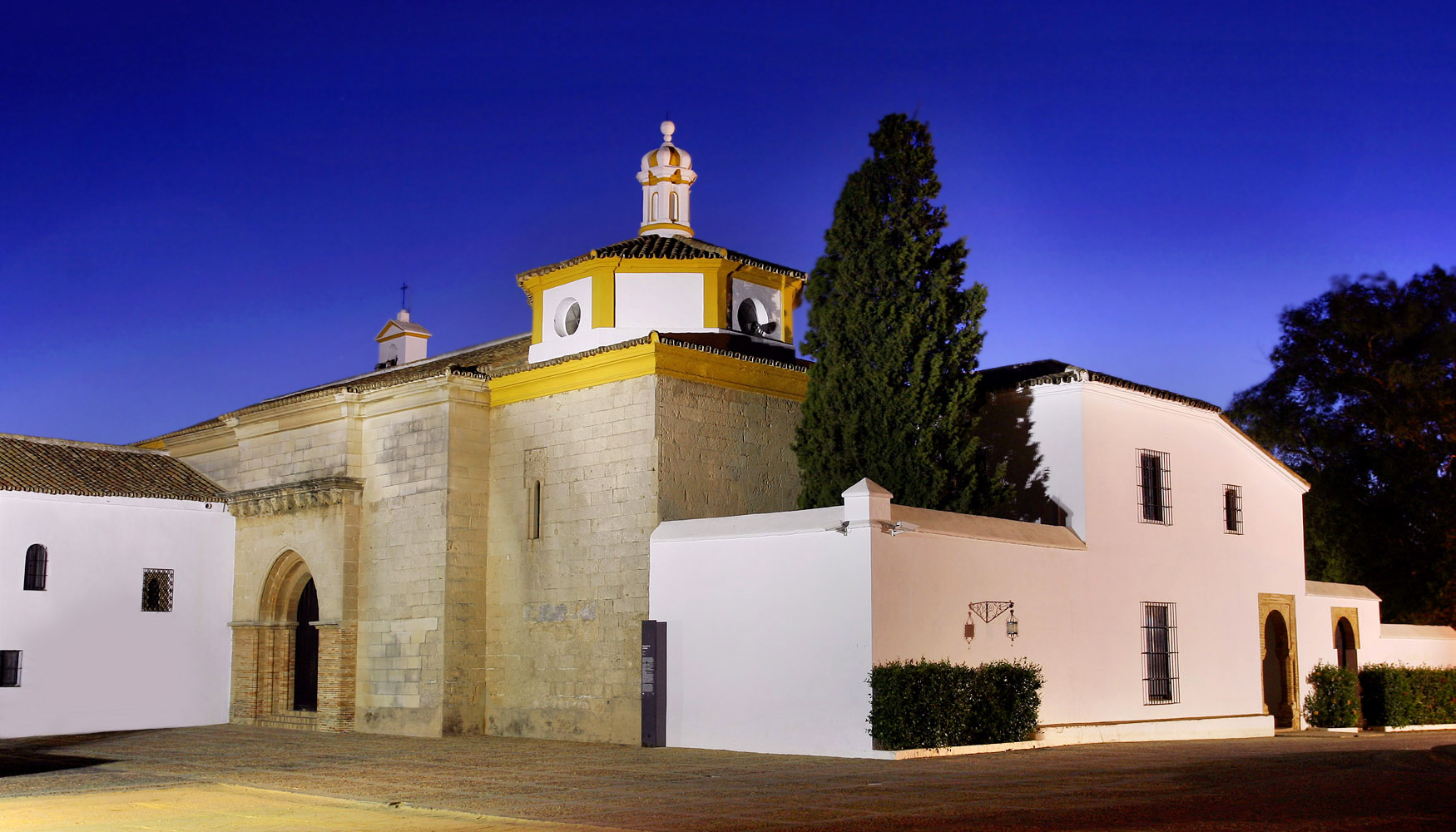
Monestir de La Rábida, Palos de la Frontera (Huelva)

Andalusia és la comunitat més poblada d'Espanya, que el 2006, era superior als 7,9 milions d'habitants. Aquesta població es concentra, sobretot, a les capitals provincials i a les àrees costaneres. La meitat de la població andalusa es concentra en les 28 ciutats amb més de 50.000 habitants.
La capital i ciutat més gran és Sevilla que amb 702.355 habitants, és la quarta ciutat d'Espanya i la tercera àrea metropolitana d'Espanya. Sevilla es troba a l'oest de la comunitat, a la vora del curs baix del Guadalquivir.

## Economia
Segons dades del 2005, el Producte interior brut andalús, a preus del mercat, era de 127.682 milions d'euros, amb un creixment mitjà del 3,65% entre el 2000 i el 2005, superior a la taxa de creixement de l'Estat espanyol i de la zona euro. Aquest creixement ha permès que Andalusia incrementés la seva participació del PIB des del 2000 en cinc dècimes, al 13,8% de l'Estat. Tanmateix, durant el mateix període, la població andalusa ha experimentat un creixement substancial, de 459.000 persones, sobretot a causa de la immigració, la qual cosa no ha elevat de manera important el PIB per capita andalús en relació amb les comunitats del nord. El 2005, el PIB per capita era poc superior als 16.200 € per persona, al 75,5% de la mitjana de la Unió Europea, l'objectiu de convergència.
Avui dia el PIB per capita és de 17.683 euros., i el PIB total de la comunitat és de 144.989 millions d'euros. El deficit en comparació amb el PIB és de 1.635 millions d'euros, és a dir el 1'13%.